# Calamanthus fuliginosus
Calamanthus fuliginosus là một loài chim trong họ Acanthizidae.